# Santa Eulària des Riu
Santa Eulària des Riu (pronúncia local: [santolari]) o també Santa Eulària del Riu, és el municipi més oriental de l'illa d'Eivissa, amb categoria de vila. El poble va sorgir al voltant de l'església al cim del puig de Missa, un component emblemàtic del patrimoni del poble de Santa Eulària des Riu. A més, rep aquest nom perquè té l'església al punt més alt.
Amb la conquesta per la Corona Aragonesa es va modificar la divisió de l'illa en quarts similars a l'organització municipal actual. La cambra de Santa Eulàlia va correspondre a l'infant Pere de Portugal, senyor feudal de Guillem de Montgrí, bisbe de Tarragona, el qual tenia els drets reals de conquesta. El rei d'Aragó Jaume I va adquirir els drets de Pere de Portugal, passant a cridar «Quart de Rei». Això va aportar alguns problemes jurídics, ja que el rei, a Eivissa, era senyor feudal del bisbe de Tarragona el qual, al seu torn, era vassall del rei d'Aragó.
El terme municipal, a més de la parròquia de Santa Eulària des Riu, té les de Sant Carles de Peralta i Santa Gertrudis de Fruitera, part de la de Nostra Senyora de Jesús i el Puig d'en Valls. El poble de Santa Eulària té l'únic riu de les Balears.

## Geografia
El terme municipal comprèn, a més de la parròquia de Santa Eulària des Riu, les de Sant Carles i Santa Gertrudis, i també la parròquia de Nostra Senyora de Jesús i el Puig d'en Valls. El municipi de Santa Eulària des Riu ocupa tot el sector oriental i sud-oriental. El formen els pobles de Sant Carles de Peralta, Santa Gertrudis de Fruitera, Jesús, es Puig d'en Valls i la població del mateix nom, Santa Eulària des Riu. Limita al N amb el terme de Sant Joan de Labritja, a l'E i al SE amb la mar, al NO amb el de Sant Antoni de Portmany i al SO amb el d'Eivissa. La superfície del municipi és de 153,48 km² (28 % de tota l'illa), cosa que fa que sigui el segon de major extensió després del de Sant Josep de sa Talaia. Té una longitud de costa de 46,2 km, un 22 % de la d'Eivissa, que s’estén des des Raig, al límit amb Sant Joan, fins a la punta des Andreus, a la badia de Talamanca, que ja pertany al municipi d'Eivissa. El seu territori inclou alguna illa com Tagomago i altres de més petites, com les illes de Santa Eulària, sa Galera des Canar o es Lladons.

### Petits cims
El relleu no és molt accidentat a l'illa d'Eivissa, però a Santa Eulària des Riu s'hi troben formacions muntanyoses com:
- Dins de la venda de cala Llonga:
  - Puig Marina (204 m), situat al nord de Cala Llonga.[2]
  - Puig d'en Jai (231 m).[3]
  - Puig d'en Llàtzer (154 m), situat al nord del Puig de sa Creu, al poble de Jesús.[4]
  - Puig d'en Purredó (172 m).[5]
- Dins de la zona de Puig d'en Valls:
  - Puig de na Ribes (72 m). Actualment hi ha el barri Cor de Jesús.
  - Puig de cas Corb (56 m).
  - Puig Negre (Puig d'en Valls) (162 m).[6]
- Dins de la zona de Sant Carles de Peralta:
  - Puig de s'Argentera (137 m). Al cim s'hi troba una fita divisòria entre la cavalleria de Peralta i el delmari reial.[7]
- Dins de la zona de Santa Gertrudis de Fruitera:
  - Puig d'en Lledó (256 m), situat a la venda des Savions.[8]

### Cales de Santa Eulària des Riu
- Cala Boix[9]
- Cala des Canar[10]
- Cala Llenya[11]
- Cala Llonga
- Cala Nova
- Cala Olivera[12]
- Cala Pada
- Caló de s'Alga

## Entitats de població
Conté a banda dels nuclis llistats dessota, entre d'altres, la venda des Coloms, la venda de s'Església, es Novells, Fruitera, es Trull d'en Vic, sa Vila i Arabí, venda situada a la costa.
| Entitat de població         | Habitants (2015) |
| --------------------------- | ---------------- |
| Jesús, Nostra Senyora de    | 6.305            |
| Puig d'en Valls             | 4.189            |
| Sant Carles de Peralta      | 4.730            |
| Santa Eulària des Riu       | 18.336           |
| Santa Gertrudis de Fruitera | 2.252            |
| Font: Idescat               |                  |

## Gentilicis
El gentilici eularienc, santaeularienc o santaeularier indica només el poble de Santa Eulària. Altres gentilicis són: carlí a Sant Carles, lletrudienc o lletrudier a Santa Gestrudis o hortalà a Jesús. El nom de Santa Eulària prové de l'església que van construir immediatament després de la conquesta. A més, té l'únic riu de l'illa, important a l'època pel regadiu de l'horta i pels molins fariners.

## Història

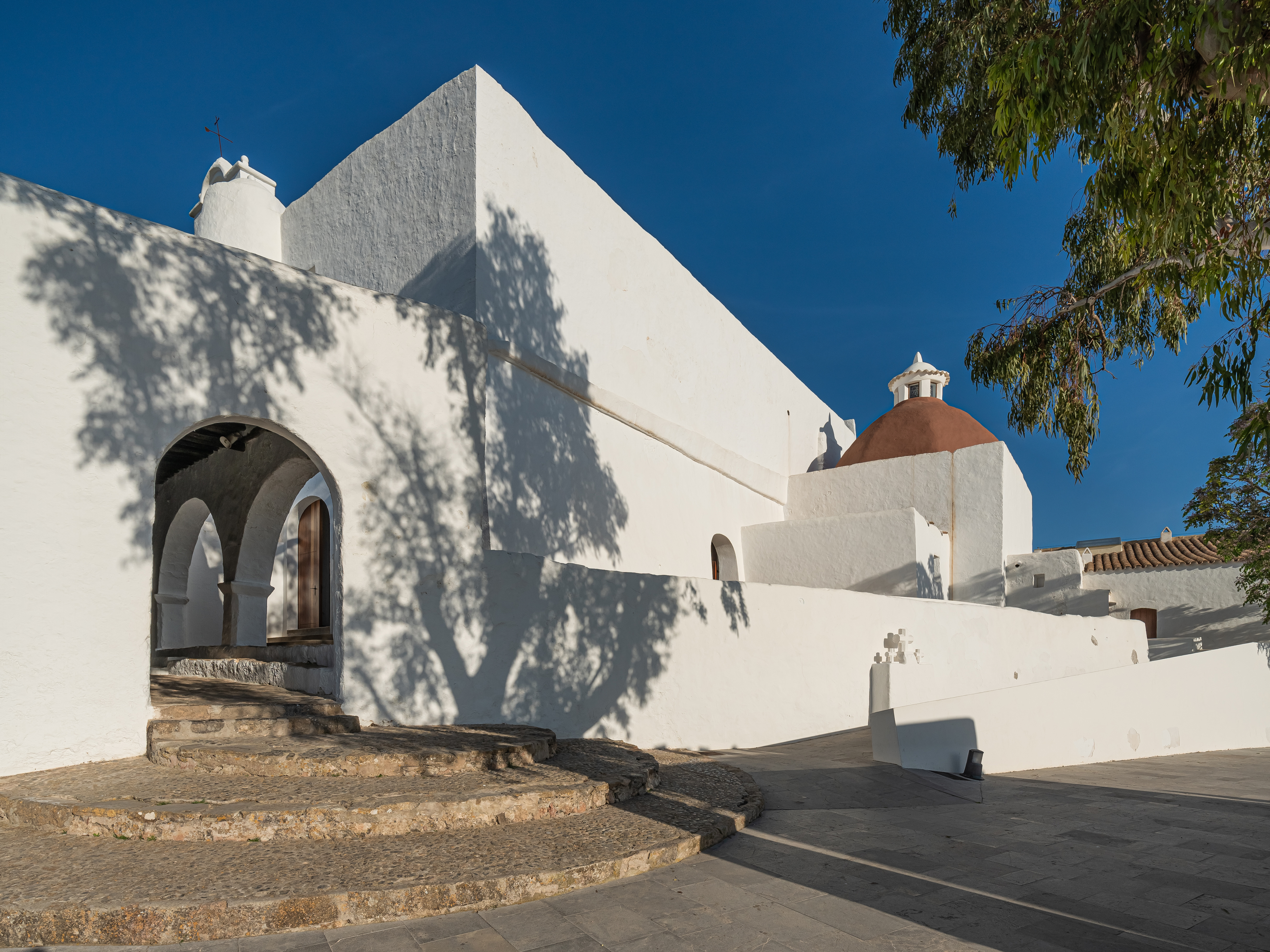
Puig de Missa

A l'època musulmana la zona es deia Xarc. Amb la conquesta cristiana es modificà la divisió de l'illa en quartons similars a l'organització municipal actual. El quartó de Santa Eulària correspongué a l'Infant Pere de Portugal, feudatari de Guillem de Montgrí, bisbe de Tarragona, que tenia els drets reials de conquesta. El rei Jaume I adquirí els drets de Pere de Portugal, passant a anomenar-se Quartó del Rei. Això portà alguns problemes jurídics, ja que el rei, a Eivissa, era feudatari de l'arquebisbe de Tarragona el qual, alhora, era vassall del rei.
El poble sorgí al voltant de l'església al cim del Puig de Missa. L'església actual és del segle xvi així com la torre annexa des de la qual es podia defendre amb artilleria tota la comarca.
El municipi de Santa Eulària des Riu es creà amb el règim liberal vigent a l'Estat espanyol entre 1810 i 1814, tornà a ser reconegut durant el Trienni Liberal (1820-1823) i quedà definitivament instaurat el 1833. La seua superfície es basa en la del quartó de Santa Eulària o del Rei. El centre administratiu, amb la seu de l'Ajuntament, és el poble de Santa Eulària. A més, al terme municipal es localitzen altres nuclis de població com les zones turístiques des Figueral, Cala Llenya, es Canar, s’Argamassa i Cala Pada, Cala Llonga i sa Roca Llisa. També hi destaquen urbanitzacions i altres nuclis de població com Can Fornet, Can Pep Simó, Ca na Negreta i ses Torres, al poble de Jesús; Can Negre i Can Cabrit, as Puig d'en Valls o la urbanització Siesta (als peus del puig d'en Fita), Can Marçà o Can Poll, al poble de Santa Eulària.
Són festes tradicionals al municipi el 12 de febrer (Santa Eulària), el primer diumenge de maig, el tercer diumenge de maig (festes des Puig d'en Valls), el 10 de juliol (Sant Cristòfol, as Canar), el 15 d´agost (la Mare de Déu d'agost, a cala Llonga), el 8 de setembre (festivitat de Jesús), el 4 de novembre (Sant Carles) i el 16 de novembre (Santa Gertrudis).

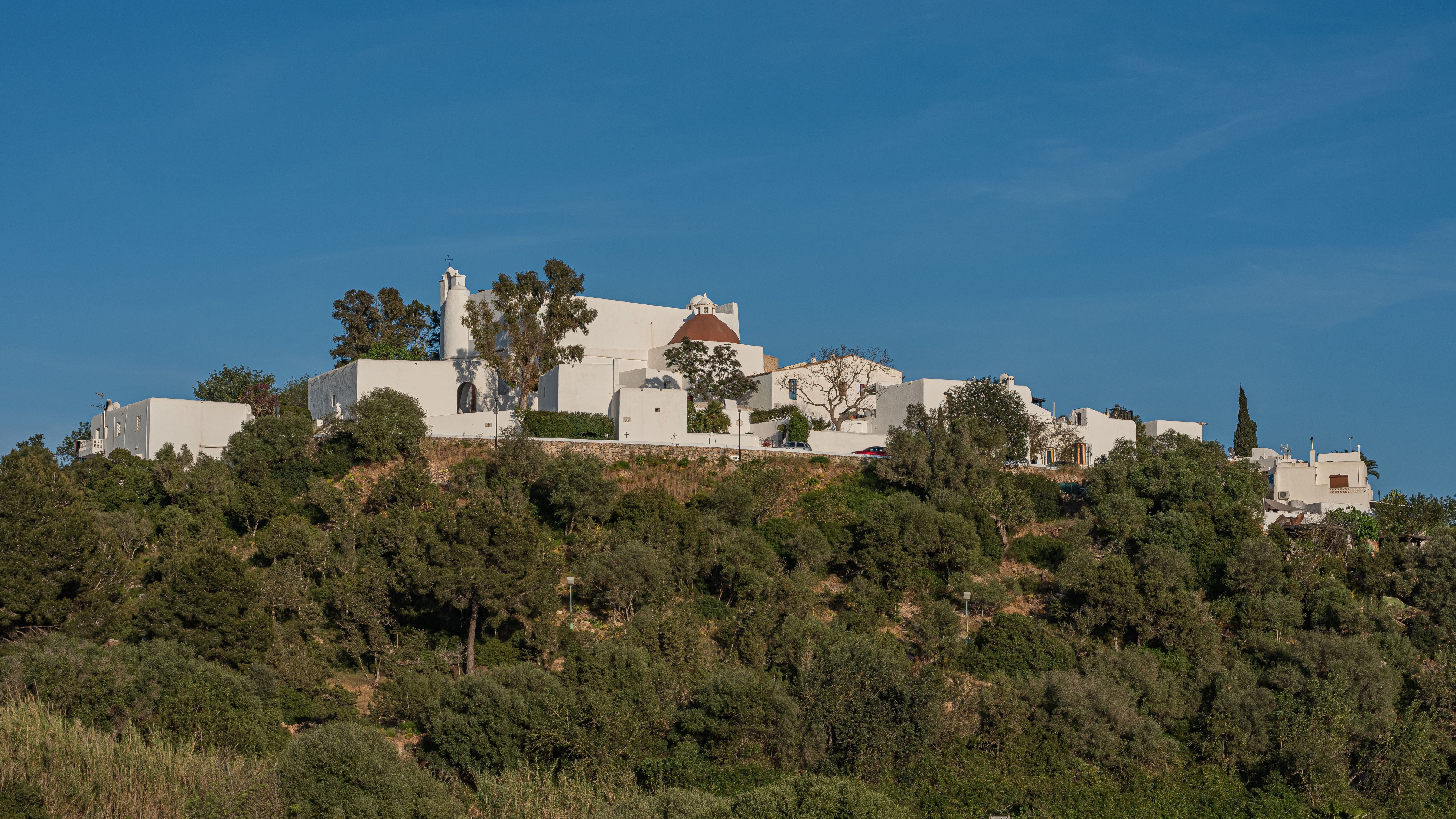
Vista general del puig de Missa amb Santa Eulària

## Economia
L'activitat econòmica en l'actualitat està molt centrada en les activitats terciàries, com a la resta de l'illa. Convé destacar les relacionades amb el turisme: l'Ajuntament disposa de quatre oficines d'informació turística. A més, a l'estiu s’hi estableixen quatre mercats estacionals o d'artesania i hi ha disset punts de lloguer de cotxes. L'oferta d'allotjament del municipi està composta pels establiments, categories i nombre de places del quadre "Allotjaments turístics del municipi de Santa Eulària des Riu 2010". L'oferta de restauració hi és present a través d'uns 150 restaurants.
Les activitats primàries tenen un pes productiu i ocupacional escàs en el terme municipal, seguint la pauta de les darreres dècades a l'àmbit insular. Malgrat que un alt percentatge de l'extensió del municipi és sòl rústic, bona part d'aquest sòl consisteix en terres de cultiu abandonades o en extensions de bosc que van colonitzant antigues àrees conreades. També s’ha de destacar que una proporció important de les terres en explotació ho estan per pagesos amb una altra activitat principal. No obstant això, les activitats primàries es veuen estalonades amb la presència de la Cooperativa Agrícola Santa Eulària des Riu (fundada el 1951 i amb les instal·lacions a Can Marçà).
Pel que fa a les activitats secundàries, el municipi de Santa Eulària en concentra de diversos tipus. D’una banda, destaquen les pedreres actives de Can Planes (d'argila), actives i en regeneració com la de ses Planes (a Jesús), o abandonades com la des Cap Roig. Mereix una menció especial l'explotació minera de galena argentífera a s´Argentera (Sant Carles), documentada ja en l'edat mitjana, i a cavall dels segles XIX i XX, que ha deixat rellevants restes industrials, una part de les quals foren declarades BIC. També s’ha de ressaltar l'important paper a l'àmbit insular que jugaren els molins fariners que hi havia al peu del puig de Missa.

## Llocs d'interès

### Església de Santa Eulària
L'edificació, situada al puig de Missa, és una de les cinc esglésies fortificades que es conserven a l'illa d'Eivissa, documentada ja l'any 1302, encara que la primera església fou destruïda en un atac pels turcs. L'edifici contemporani de l'església de Santa Eulària va ser inaugurat el 1568. Es creu que en el projecte de construcció de l'església va intervenir Gianbattista Calvi, l'enginyer que va dissenyar les muralles renaixentistes d'Eivissa. Els porxos i les capelles laterals varen ser construïts al segle xvii. En l'any 1785 va passar a ser parròquia per decret de Manuel Abad y Lasierra, primer bisbe d'Eivissa.
El retaule barroc que avui presideix l'altar major és del segle xvii i procedeix de l'església de San Millán (Segòvia). Va ser instal·lat al temple l'any 1967.

### Museu etnogràfic

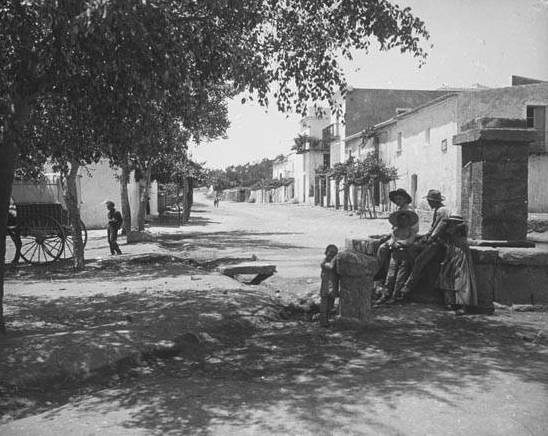
Santa Eulària des Riu (1912)

Està en el Puig de Missa i ubicat a la casa pagesa de Can Ros. Acull una col·lecció d'eines, objectes i vestits del món rural d'Eivissa.

### Museu Barrau
Situat també al puig de Missa, està dedicat al pintor català Laureà Barrau, que va residir a l'illa des de 1932 fins a la seva mort en 1957.